# (3340) Yinhai
(3340) Yinhai ist ein Asteroid des Hauptgürtels, der am 12. Oktober 1979 am Purple-Mountain-Observatorium in Nanjing entdeckt wurde.
Der Asteroid ist nach Yinhai benannt, einem Stadtbezirk auf der Insel Hailing im Südchinesischen Meer, die zu Guangxi gehört.